# 10. Königlich Bayerische Infanterie-Division

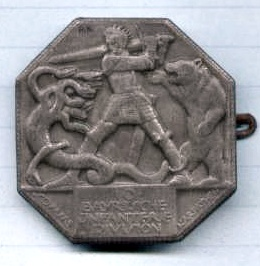
Erinnerungsabzeichen der 10. Infanterie-Division, 1917. Links eine Hydra mit der Bezeichnung „Somme“, rechts ein Bär mit der Bezeichnung „Karpathen“.

Die 10. Infanterie-Division war ein Großverband der Bayerischen Armee im Ersten Weltkrieg.

## Geschichte
Im Frühjahr 1915 begann im Deutschen Heer der Übergang zur dreigliedrigen Divisionsstruktur.
Die Division wurde anfangs an der Westfront im Bereich der Somme eingesetzt, nahm an der Schlacht an der Somme 1916 teil und wurde im August an die Ostfront verlegt. In den Waldkarpathen, im Grenzbereich der Bukowina und Rumäniens, kämpfte sie gegen die Russische Armee. Im Mai 1917 kam der Verband wieder an die Westfront und nahm in der zweiten Jahreshälfte an der Dritten Flandernschlacht teil. Nach einem kurzen Zwischenspiel an der Ostfront wurde der Verband nach Lothringen verlegt. Im Frühsommer 1918 war die Division bei der Großen Schlacht in Frankreich im Raum Soissons im Einsatz. Am 6. August 1918 wurde die Division aufgelöst und ihre Einheiten auf andere Verbände verteilt.
Die alliierte Militäraufklärung sah die Division als zweitklassig an.

### Gefechtskalender

#### 1915
Die Division wurde am 14. März 1915 im Feld errichtet. Ihr wurde die neu aufgestellte 20. Infanterie-Brigade, die aus dem 16. Infanterie-Regiment, den Reserve-Infanterie-Regimentern 6 und 8 sowie der Radfahrer-Kompanie 10 gebildet wurde, und die 3. Eskadron des 5. Chevaulegers-Regiment unterstellt. Als Divisionstruppen waren ihr die 10. Feldartillerie-Brigade, die aus dem 19. Feldartillerie-Regiment und dem 20. Feldartillerie-Regiment sowie dem Fußartillerie-Bataillon 10 bestand, die Pionier-Kompanien 19 und 20, 10. Divisions-Brücken-Train, dem 19. Scheinwerfer-Zug, 10. Sanitäts-Kompanie, 1. bis 4. Feldlazarett sowie der Fernsprech-Doppel-Zug 10 zugeordnet. Zum ersten Kommandeur wurde Generalleutnant z. D. Rudolf Rösch ernannt. Die Division war dem I. Armee-Korps der 6. Armee unterstellt und zunächst an seinem linken Flügel bei Péronne eingesetzt. Bereits am 21. April 1915 gab die Division die Pionier-Kompanie 19 an die 11. Bayerische Infanterie-Division ab. Am 29. September 1915 wurden der Stab des Reserve-Infanterie-Regiments 6 sowie das III. Bataillon des 16. Infanterie-Regiments und die 1. Batterie des Fußartillerie-Bataillons 10 herausgelöst und in die Gegend von Douai zur Division „von Hartz“ abkommandiert. Die Division selbst verblieb bei Péronne. Am 15. November 1915 wurde die Minen-Werfer-Kompanie 10 aufgestellt und mit der verbliebenen Pionier-Kompanie 20 zum Pionier-Bataillon 10 zusammengefasst.

#### 1916

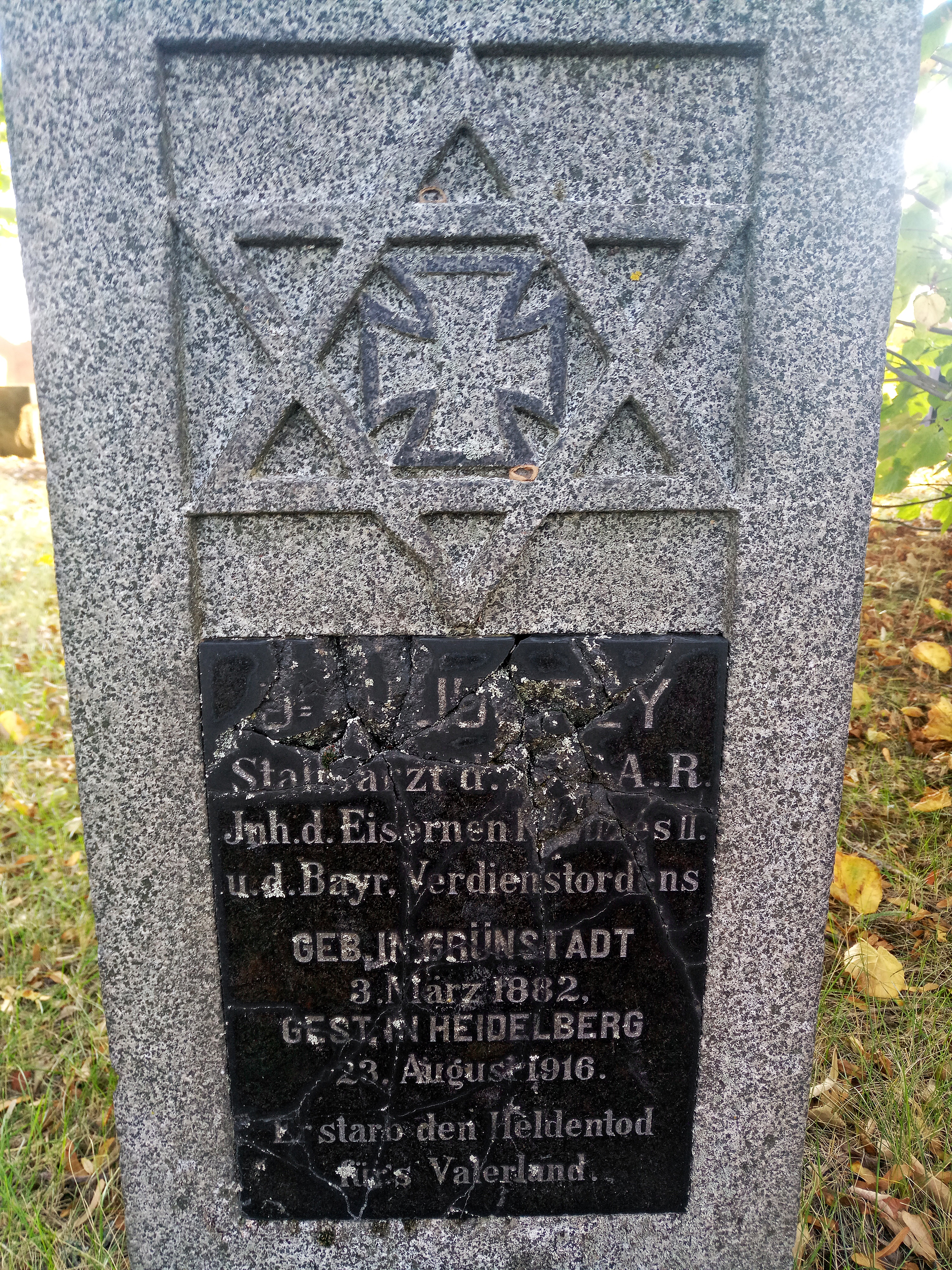
Geschändeter Grabstein eines Stabsarztes der Division; Dr. Julius Fey († 1916), vom 20. Bayerischen Feld-Artillerie-Regiment, Jüdischer Friedhof Grünstadt

Am 22. April 1916 übernahm Generalmajor Hermann Ritter von Burkhardt das Kommando über die Division. Im Juni 1916 erhielt die Division als Reserve des XIV. Reserve-Korps den Befehl, ihre Infanterieregimenter zur Verstärkung der vorn eingesetzten Divisionen aufzuteilen. Das 16. Infanterie-Regiment wurde der 28. Reserve-Division in zweiter Linie zugeteilt. Das Reserve-Infanterie-Regiment 6 besetzte die vordersten Stellungen der 12. Division von Curlu bis Montauban, und das Reserve-Infanterie-Regiment 8 wurde der 26. (Württembergische) Reserve-Division, die zwischen Thiepval und St. Pierre Divion lag, unterstellt. Beginnend mit der Feuervorbereitung ab 24. Juni 1916 trat am 1. Juli 1916 das englische X. Corps (General Morland) gegen die Front des Reserve-Regiment 8 an, das zunächst einen Kilometer tief zurückgedrängt wurde. Ihm gelang es binnen einer Woche, die vorderen Stellungen wieder zu besetzen. Am Ende der Schlacht musste das Reserve-Regiment 8 Verluste von elf Offizieren und 1.172 Mann hinnehmen. Das englische XIII. Corps (General Congreve) durchstieß am 1. Juli die Linien der 28. Reserve-Division und prallte auf die Auffangstellung des 16. Infanterie-Regiments, das bis zum 13. Juli standhielt. Nach 14-tägigem Kampf hatte das Regiment 73 Offiziere und 2.559 Mann verloren. Teile des englischen XIII. Corps und das französische 20. Corps (General Balfourier) überrannten das vorne eingesetzte Reserve-Infanterie-Regiment 6 und rieben es nahezu völlig auf (Verluste: 35 Offiziere sowie 1.774 Unteroffiziere und Mannschaften). Die Division übernahm am 7. Juli 1916 den Abschnitt der 26. Reserve-Division sowie wieder ihre Regimenter und konnte sich bis Ende Juli halten. Der entscheidende Durchbruch gelang den Engländern nicht mehr, doch versuchten sie durch ständige Angriffe, die Verteidiger allmählich zu zermürben. Ab 23. Juli 1916 wurde die Division in die Gegend von Solesmes zurückgenommen. Danach verlegte sie in Unterkünfte bei Mörchingen und wurde wieder aufgefrischt. Am 31. Juli 1916 schied das Fußartillerie-Bataillon 10 aus der 10. Feldartillerie-Brigade aus.

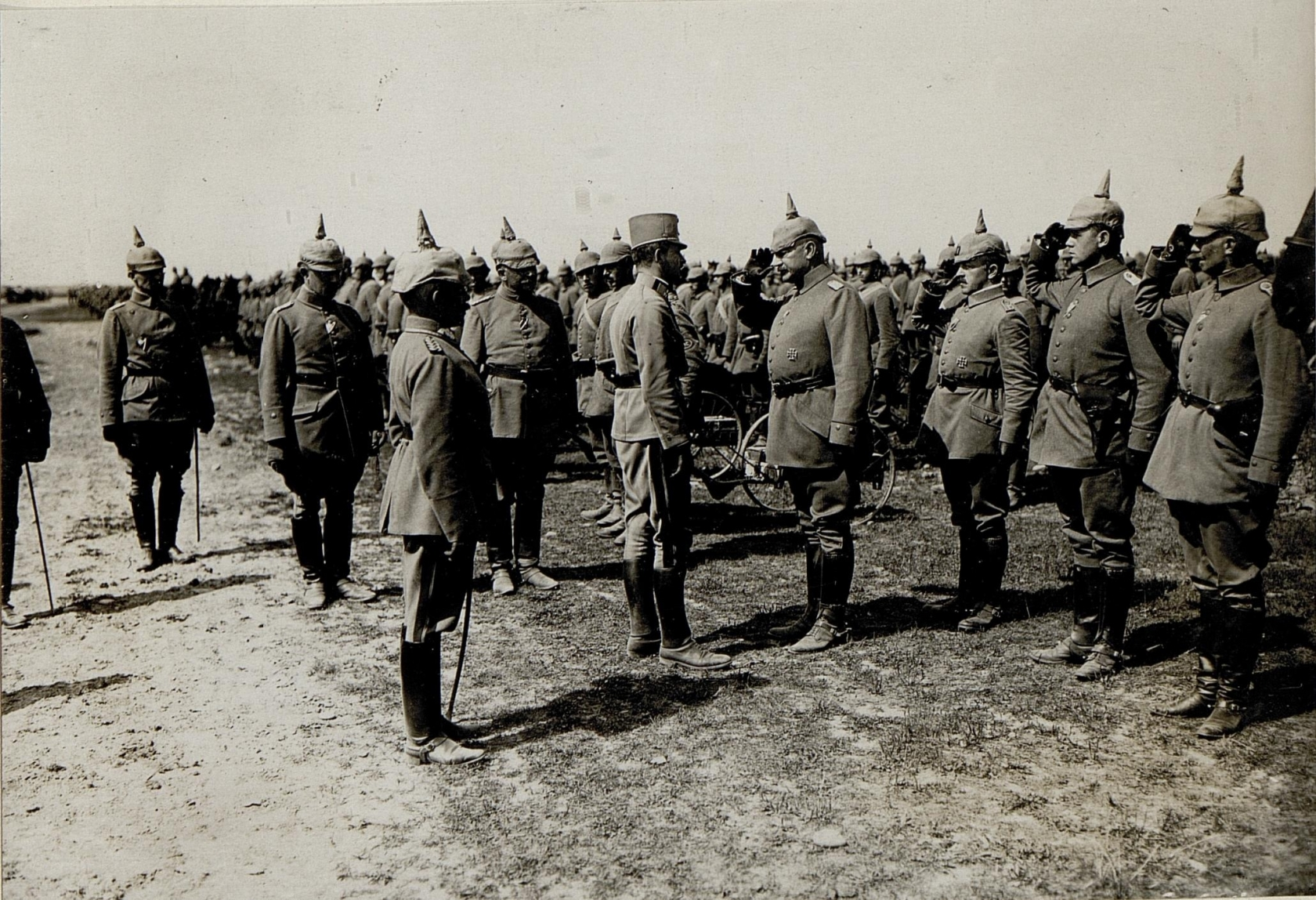
Hoher österreichisch-ungarischer Besuch bei der 10. Bayrischen Division, 19. August 1916

Ende August 1916 verlegte die Division nach der Kriegserklärung Rumäniens an die Karpathenfront zur k.u.k. 7. Armee. Ihre Regimenter lagen jeweils ca. 60 km weit auseinander; das Reserve-Infanterie-Regiment 6 mit dem II. Bataillon des 20. Feldartillerie-Regiments am Tartaren-Pass, das Reserve-Infanterie-Regiment 8 nordwestlich von Kirlibaba und das 16. Infanterie-Regiment unter dem Befehl des k.u.k. XI. Armee-Korps (FML Habermann) westlich Dorna Watra. Die russischen Angriffe Anfang September 1916 wurde nicht nur allesamt abgewiesen, sondern Teile der Division rückten unter Ausnutzung der Lage weiter vor. Ab dem 16. September 1916 trat sie zusammen mit dem Jäger-Regiment 3 an, um die wichtigen Höhen Cimbroslawa Wk und D. Coman zu nehmen. Am 12. Oktober 1916 wurde die Pionier-Kompanie 23 dem Pionier-Bataillon 10 unterstellt. Nach Fehlschlag des Angriffs auf den D. Coman am 30. September und 1. Oktober 1916 gelang es dem Reserve-Regiment 6 am 15. Oktober 1916, den Gipfel zu nehmen und gegen die russischen Gegenangriffe vom 16. und 17. Oktober 1916 zu halten. Am 18. Oktober 1916 wurde die Division aus der Front herausgelöst und für einige Tage bei Borsa untergebracht; das II. und III. Bataillon des 16. Infanterie-Regiments verblieben in Dorna Watra. Ab dem 21. Oktober 1916 verlegte die Division von Borsa nach Csik Rakos zur k.u.k. 1. Armee. Am 5. November 1916 nach Norden in die Gegend von Ditro Gyergyo befohlen, sollte sie den Einbruch russischer Truppen beim K.u.k. XXI. Armeekorps beiderseits des Tölgyes Passes bereinigen und den Feind über Gyergyo Tölgyes zurückdrängen. Am 8. November 1916 nahmen die Division die Batca Rotunda im Sturm und verfolgte die Russen bis hinter die Höhen westlich Gyergyo Tölgyes. Der rechte Flügel nahm den Bergrücken südwestlich des Dorfes Putna in Besitz. Das in einem Zwei-Tages-Eilmarsch von Dorna Watra herangeführte I. Bataillon des 16. Infanterie-Regiments nahm zusammen mit dem Honved Infanterie-Regiment 13 am 8. November 1916 Belbor und dessen ostwärts gelegenen Höhen. Ab dem 10. November 1916 versuchte die Division in einer Zangenoperation den Hegyes-Stock zu nehmen. Am 16. November 1916 stellte die Division das erfolglose Anstürmen ein. Die Division hatte in den Kämpfen um Gyergyo Tölgyes 25 Offiziere und 2.000 Mann verloren. Sie verblieb in den erreichten Stellungen bis Januar 1917.

#### 1917
Im Frühjahr 1917 verlegte die Division nach Ostgalizien. Am 6. März 1917 stellte die Division eine III. Abteilung beim 20. Feldartillerie-Regiment auf. Ab dem 12. April 1917 führte Generalleutnant z. D. Christoph Kiefhaber die Division. Am 20. Mai 1917 wurde die Division aus ihren Stellungen in Ostgalizien südlich Brody herausgelöst und nach Oltingen im Sundgau verlegt. Mit dem 21. Mai 1917 schied das 19. Feldartillerie-Regiment aus der 10. Feldartillerie-Brigade aus. Am 11. Juni 1917 erhielt die Division den Befehl, in die Gegend westlich Gent abzumarschieren. 
Am 26. Juni 1917 besetzte die Division unter der Führung des IX. Reserve-Korps („Gruppe Wytschaete“) die Stellungen auf der Linie Klein Zillebeke, Hollebeke und Groene Linde. Sie setzte das Reserve-Infanterie-Regiment 6 nördlich des Kanalknies, das Reserve-Infanterie-Regiment 8 in der Mitte und das 16. Infanterie-Regiment beiderseits Hollebeke ein. Rechts von der Division schlossen sich die preußische 22. Reserve-Division und die bayerische 6. Reserve-Division, links von ihr lag die hessische 25. Infanterie-Division. Im rückwärtigen Korps-Gebiet hatte der General von der Artillerie Nr. 14, der bayerische Oberst Gartmayr, seine Batterien für einen beweglichen Feuerkampf vorbereitet. 
In den Morgenstunden des 31. Juli 1917 griffen die Briten in der Dritten Flandernschlacht in breiter Front an. Nach einigem Geländeverlust fassten sich die Truppe rasch wieder und trat in Zug- oder Kompaniestärke zum Gegenstoß an. Der Divisionskommandeur, Generalleutnant Kiefhaber, hatte sich durch Frontbesuche nicht nur ein Bild von der Lage machen können, sondern war auch ein Vorbild für seine Männer. Nachmittags befahl er der Division den Gegenangriff. Die zähen Kämpfe dauerten bis in die Nacht des 31. Juli hinein, zumal die Engländer erbitterten Widerstand leisteten und ihrerseits immer wieder Gegenstöße durchführten. So konnte das 16. Infanterie-Regiment wieder beinahe bis zu den alten Stellungen vordringen, die beiden Reserve-Infanterie-Regimenter kamen bis zum Abend nur etwa 800 m hinter den alten Stellungen voran, da die rechts eingesetzte 22. Reserve-Division noch deutlich zurückhing. Die Division hatte am 31. Juli 1917 aus eigener Kraft die Lage von der Frühe nahezu wiederherstellen können, dabei an diesem Tage jedoch 35 Offiziere und etwa 1.800 Mann eingebüßt. In den folgenden Tagen lieferten sich im Divisionsabschnitt die englischen und deutschen Artillerieverbände heftige Feuerduelle. Bald darauf übergab die Division ihre zerschossenen Stellungen der 207. Infanterie-Division und ging für wenige Tage in Ruhestellung. Danach wurde sie zur 2. Armee südwestlich Cambrai beordert. 
Am 28. September 1917 löste die 9. Reserve-Division die Division südwestlich Cambrai ab, die wieder zur 4. Armee zurückkehrte. Am 4. Oktober 1917 wurde sie von Tourcoing in die Gegend nordwestlich von Menen vorgezogen. Bis zum 8. Oktober 1917 rückte die Division rechts neben der 25. Infanterie-Division in den Frontabschnitt auf der Linie ostwärtiger Ortsrand von Reutel – Schloss Polderhoek westlich Gheluvelt ein. Rechts von der Division wurde die 22. Reserve-Division herangeführt. Das 16. Infanterie-Regiment lag südlich Schloss Polderhoek, das Reserve-Regiment 6 in der Mitte und das Reserve-Regiment 8 bei Reutel. Die 43. Reserve-Infanterie-Brigade der 22. Infanterie-Division rechts davon wurde der Division bis zum 9. Oktober 1917 unterstellt. Das 20. Feldartillerie-Regiment hatte seine Geschützstellungen bei Terhand eingerichtet. Das Gelände war durch die Regenfälle und die vorherigen Kampfhandlungen in ein völlig verschlammtes Trichterfeld verwandelt worden, das keine Möglichkeiten zum Stellungs- und Unterstandbau bot. 
Der am 9. Oktober 1917 früh vorgetragene englische Angriff (Schlacht bei Poelcapelle) brach im zusammengefassten Feuer von Infanterie, Maschinengewehren und Artillerie wie alle folgenden Angriffsversuche zusammen. Die vor Schloss Polderhoek eingedrungenen Engländer wurden durch einen Gegenstoß wieder hinausgeworfen. Die Engländer erlitten an jenem Tage schwere Verluste, doch auch die 10. Infanterie-Division musste im gesamten Abschnitt mangels geeigneter Deckung durch englischen Artilleriebeschuss erhebliche Opfer hinnehmen. In den nächsten Tagen griffen die Engländer in rascher Folge immer wieder an, doch vor allem durch die präzisen Feuerüberfälle der Divisionsartillerie kam der Feind nirgendwo durch. 
Der Schwerpunkt der Angriffe verlagerte sich daher im Laufe des Oktobers 1917 nach Norden. Obwohl bereits am 13. Oktober 1917 die preußische 15. Infanterie-Division zur Ablösung bereitstand, konnte diese erst am 24. Oktober abgeschlossen werden, da vor allem zwischen dem 19. und 24. Oktober 1917 die Engländer mit einem enormen Aufwand an Personal und Material durch die deutschen Linien durchbrechen wollten. Für sein unerschütterliches Ausharren am 22. Oktober 1917 wurde Divisionskommandeur Kiefhaber mit dem Ritterkreuz des Militär-Max-Joseph-Ordens ausgezeichnet. Bei Dadizeele und Gheluwe sammelte die Division und stand am 26. Oktober 1917 dort bei strömenden Regen in Bereitschaft. Am 27. Oktober 1917 löste die 17. Infanterie-Division die Division ab, die sich nach Brest-Litowsk in Marsch setzte, wo sie während des Novembers 1917 in Ruhestellung lag.

#### 1918
Zu Beginn des Jahres 1918 kehrte die Division an die Westfront zurück und täuschte in Lothringen rege operative Tätigkeit vor, um den Feind abzulenken und in die Irre zuführen. Am 29. Mai 1918 rückte sie aus Lothringen ab und erreichte nach erschöpfendem Marsch bei hochsommerlichen Temperaturen am 3. Juni 1918 die Gegend nordostwärts Neuilly-Saint-Front. In der Nacht zum 6. Juni 1918 löste die Division die preußische 1. Garde-Infanterie-Division auf der Hochfläche westlich 
Marizy-Sainte-Geneviève ab und richtete sich in den 5 km breiten Abschnitt zur Verteidigung ein. Das Reserve-Infanterie-Regiment 6 war westlich Marizy Ste. Geneviève, das Reserve-Infanterie-Regiment 8 bei Passy-en-Valois und das 16. Infanterie-Regiment bei 
Dammard eingesetzt. Rechter Nachbar war die sächsische 40. Infanterie-Division, linker Nachbar die preußische 78. Reserve-Division. Am 6. Juli 1918 löste Generalleutnant Hermann Beeg Ritter von Kiefhaber als Divisionskommandeur ab.
Am 18. Juli 1918 morgens begann in der Schlacht von Soissons der Gegenangriff der französischen 6. Armee, die vorne eingesetzten Truppenteile der Division wurden vom französischen 2. Corps (General Edme Philipot) auf breiter Front überrannt, einige Batterien des 20. Feldartillerie-Regiments sowie des Fußartillerie-Bataillons 17 fielen in die Hände des Feindes. Zusammen mit der im zweiten Treffen stehenden preußischen 45. Reserve-Division gelang es, den Einbruch westlich Neuilly St. Front abzuriegeln. Mit der Reserve und dem Pionier-Bataillon 10 konnte auf den Höhen ostwärts Neuilly St. Front eine verlässliche Auffanglinie gebildet werden. Nach Stabilisierung der Lage wagte die Division um Mittag einen Gegenangriff, der zwar nicht die alten Stellungen erreichte, jedoch ausreichte, um das 16. Infanterie-Regiment geordnet herauszulösen und nach Rozet St. Albin zurückzuführen. Den Abschnitt des Regiments übernahm die 45. Reserve-Division. Auf Befehl der 7. Armee wich die Division am 19. Juli 1918 morgens auf die Höhen ostwärts Neuilly St. Front aus und überließ den Ort den nachrückenden Franzosen. Das 16. Infanterie-Regiment wurde an den Westrand des Waldes bei Pringy zum Schutz der rechten Flanke beordert und wich erst nach Rückzug der 40. Infanterie-Division auf Billy sur Ourcq nachmittags auf die Höhe 172 nördlich Rozet St. Albin aus. Das dort bereits eingetroffene Infanterie-Regiment 236 der preußischen 51. Reserve-Division wurde der Division unterstellt. Die Reserve-Regimenter 6 und 8 setzten sich nun ebenfalls auf das nördliche Ourcq-Ufer ab. Am 20. Juli 1918 setzte der Feind die Angriffe unvermindert fort, die Division nunmehr verstärkt durch die Maschinengewehr-Scharfschützen-Abteilung 4 hielt sich über den ganzen Tag, an dessen Ende die Regimenter noch eine Gefechtsstärke von je ca. 150 Mann hatten. Da die 40. Infanterie-Division und 45. Reserve-Division bis zum Abend weiter zurückweichen mussten, wurde die Division auf die Höhe westlich Oulchy la Ville befohlen. Am 21. Juli 1918 griffen die Franzosen wieder in derselben Überlegenheit an und wurden von der dezimierten Division jedes Mal blutig abgewiesen. Nachmittags zwang der Feind den linken Nachbarn, die 45. Reserve-Division, nach Norden über den Ourcq auszuweichen, so dass die Division ihren linken Flügel ebenfalls zurücknehmen musste. Mit den letzten Kräften, dem Rekrutendepot, gelang es, nordostwärts von Oulchy le Château eine dünne Front aufzubauen. In der Nacht zum 22. Juli 1918 löste sie die preußische 78. Reserve-Division ab; sie selbst wurde in den Raum südwestlich le Cateau zurückgeführt. Einige Truppenteile verblieben noch beim Infanterie-Regiment 236, das die Ortschaft Oulchy le Ville den ganzen Tag über gegen die Angriffe der Franzosen behaupten konnte. Am 23. Juli 1918 nachts nahm die Ersatz-Division die dort eingesetzten Truppenteile der Division auf. Ab dem 4. Juni 1918 hatte die Division über 80 Offiziere und 2.800 Mann auf dem Schlachtfeld verloren. Die Division war so ausgeblutet, dass eine Auffrischung nicht mehr in Erwägung gezogen wurde. Deshalb wurde ihre Auflösung für den 2. August 1918 angeordnet. Das 16. Infanterie-Regiment wurde geschlossen der 11. Infanterie-Division zugeteilt. Die Reste des Reserve-Infanterie-Regiments 6 wurden auf die 6. Reserve-Division, die des Reserve-Infanterie-Regiments 8 auf die 15. Infanterie-Division aufgeteilt. Die Auflösung war am 3. September 1918 abgeschlossen.

## Gliederung

### Kriegsgliederung im März 1915
- 20. Infanterie-Brigade
  - 16. Infanterie-Regiment „Großherzog Ferdinand von Toskana“
  - Reserve-Infanterie-Regiment 6
  - Reserve-Infanterie-Regiment 8
  - Radfahrkompanie 10
- 3. Eskadron/5. Chevaulegers-Regiment „Erzherzog Friedrich von Österreich“
- 10. Feldartillerie-Brigade
  - 19. Feldartillerie-Regiment
  - 20. Feldartillerie-Regiment
  - Fußartillerie-Bataillon 10
- Pionierkompanie 19
- Pionierkompanie 20

### Kriegsgliederung im Februar 1918
- 20. Infanterie-Brigade
  - 16. Infanterie-Regiment
  - Reserve-Infanterie-Regiment 6
  - Reserve-Infanterie-Regiment 8
- 3. Eskadron/5. Bayerisches Chevaulegers-Regiment „Erzherzog Friedrich von Österreich“
- 10. Feldartillerie-Brigade
  - 20. Feldartillerie-Regiment
  - Fußartillerie-Bataillon 17
- Pionierkompanie 10
- Pionierkompanie 20
- Minenwerferkompanie 23
- Nachrichten-Kommandeur 10

## Kommandeure
| Dienstgrad                   | Name                           | Datum                             |
| ---------------------------- | ------------------------------ | --------------------------------- |
| Generalleutnant z. D.        | Rudolf Rösch                   | 14. März 1915 bis 22. April 1916  |
| Generalmajor/Generalleutnant | Hermann Ritter von Burkhardt   | 23. April 1916 bis 11. April 1917 |
| Generalleutnant              | Christoph Ritter von Kiefhaber | 12. April 1917 bis 6. Juli 1918   |
| Generalleutnant              | Hermann Beeg                   | 6. Juli bis 2. August 1918        |